# ريكاردو راموس (منافس ألعاب قوى)
ريكاردو راموس (بالإسبانية: Ricardo Ramos)‏ هو منافس ألعاب قوى مكسيكي، ولد في 5 ديسمبر 1985 في المكسيك.

## وصلات خارجية
- ريكاردو راموس على موقع الاتحاد الدولي لألعاب القوى (الإنجليزية)
- ريكاردو راموس على موقع رابطة إحصائيات سباق الطريق (الإنجليزية)
- ريكاردو راموس على موقع اللجنة الأولمبية الدولية (الإنجليزية)
- ريكاردو راموس على موقع أوليمبيديا (الإنجليزية)